# 杀手级应用

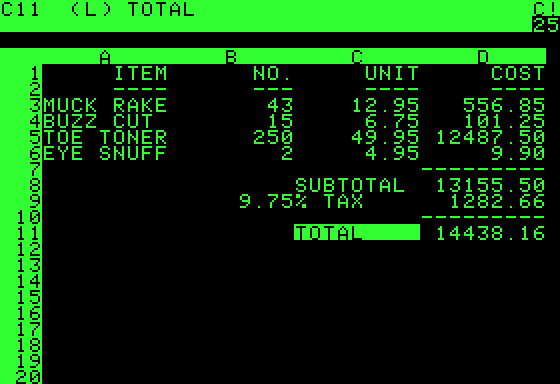
第一款商用試算表軟體VisiCalc是標準的殺手級應用，帶動了蘋果電腦和PC的進入家庭和中小公司，從而塑造了整個民用電腦產業

在市场学术语中，杀手级应用（Killer application）是指一个极具价值的计算机程序或服务，其具有较强的吸引力或必要性，而消费者愿意为这个程序或服务购买特定硬件、软件产品、操作系统产品或服务等。换言之，消费者购买了相关硬件，很可能只是为了运行这项应用，是故，杀手级应用能有效提高其所运行平台的销量。

## 實例
- Ruby的Ruby on Rails
- Apple II的VisiCalc
- Microsoft Windows的Office